# Андріяшівка (станція)
Андрія́шівка — проміжна залізнична станція 3-го класу Полтавської дирекції Південної залізниці на неелектрифікованій лінії Бахмач-Пасажирський — Лохвиця між станціями Біловоди (14 км) та Юсківці (11 км). Розташована в селі однойменному селі Роменського району Сумської області.

## Історія
Станція відкрита у 1914 році.

## Пасажирське сполучення
На станції зупиняються приміські поїзди сполученням Ромодан — Ромни — Бахмач.